# Richard Milton
Jack Richard Milton (ur. 22 czerwca 1965 w Uppsali) – szwedzki pływak reprezentujący Upsala Simsällskap - klub pływacki. Reprezentował Szwecję na dwóch olimpiadach letnich – w roku 1984 i 1988. Zdobył brązowy medal w sztafecie 4 × 100 m stylem dowolnym w roku 1984 (płynął w wyścigu eliminacyjnym).